# Georg Dascher
Ne doit pas être confondu avec Georges Dascher.
Georg Dascher, né le 27 juin 1911 à Darmstadt et mort le 25 novembre 1944 vers Lommel en Belgique, est un joueur de handball à onze  allemand ayant participé aux Jeux olympiques de 1936.
Il faisait partie de l'équipe nationale allemande qui a remporté la médaille d'or. Il a joué deux matchs.
Il a servi par la suite comme lieutenant dans la Wehrmacht pendant la Seconde Guerre mondiale et est mort sur le front occidental. Il est enterré au cimetière de guerre allemand à Lommel, en Belgique.